# Amadis de Gaule
Amadis de Gaule (o Amadis des Gaules, in italiano Amadigi di Gaula) è un'opera francese di Johann Christian Bach su libretto di Alphonse-Denis-Marie de Vismes du Valgay basato sull'omonima tragedia Amadis de Gaule di Philippe Quinault e sull'originale Amadigi di Gaula di Garci Rodríguez de Montalvo. Appartiene al genere della tragédie lyrique. È l'ultima opera del Bach inglese. La prima si tenne con insuccesso all'Opéra di Parigi il 14 dicembre 1779, e non il 10 dicembre come indicato erroneamente dal libretto originale.

## Personaggi e interpreti
| Cast                             | Tipologia vocale          | Première, 14 dicembre 1779                           |
| -------------------------------- | ------------------------- | ---------------------------------------------------- |
| Urgande                          | soprano                   | M.lle Châteauvieux                                   |
| Amadis                           | haute-contre              | Joseph Legros                                        |
| Oriane                           | soprano                   | Rosalie Levasseur                                    |
| Arcabonne                        | soprano                   | M.lle Durancy (Madeleine-Céleste Fieuzal de Frossac) |
| Arcalaüs                         | basso-cantante            | Moreau                                               |
| La Haine (l'Odio)                | basso-cantante (travesti) | Auguste-Athanase (Augustin) Chéron                   |
| La Discordia                     | tenore (travesti)         | Étienne Lainez                                       |
| Ombra di Ardan Canile            | bass                      | Péré                                                 |
| Maghe, nelle vesti di pastorelle | soprani                   | Anne-Marie Jeanne Gavaudan, aînée, e M.lle Joinville |
| Una prigioniera                  | soprano                   | Gertrude Girardin                                    |

## Registrazioni
- Amadis des Gaules (in tedesco), James Wagner, Ulrike Sonntag, Ibolya Verebics, Bach-Collegium di Stoccarda; Gächinger Kantorei, direttore Helmuth Rilling (Hänssler, 1993)
- Amadis de Gaule,  direttore Didier Talpain (Ediciones Singulares, edizione limitata di tremila copie, 2012)